# Оттон V (герцог Баварии)
Оттон (нем. Otto; 1346 — 15 ноября 1379) — герцог Баварии в 1345—1347 годах, герцог Верхней Баварии в 1349—1351 годах под именем Оттон V, курфюрст Бранденбурга в 1351—1373 годах под именем Оттон VII.

## Биография
Оттон был четвёртым сыном императора Священной Римской империи Людвига IV и его второй жены Маргариты Голландской.
После смерти отца в 1347 году стал соправителем Баварии вместе с пятью другими братьями. Спустя два года братья решили разделить герцогство. Оттон и его старшие братья Людвиг V и Людвиг VI получили во владение Верхнюю Баварию, включающую территории по рекам Лех, Изар, Ампер и верховья Инна. В 1351 году Людвиг V уступил Бранденбургское маркграфство своим младшим братьям за возможность единовластного правления в Верхней Баварии.
Так как Оттон был ещё мал, то он рос у матери в Нидерландах. В 1360 году он был провозглашён совершеннолетним, а после смерти в 1365 году Людвига VI стал единоличным курфюрстом Бранденбурга.
Конфликт между Людвигом V и баварско-ландсхутским герцогом Стефаном II привёл к тому, что Людвиг подписал договор с императором Карлом IV, в соответствии с которым Бранденбург должен был быть передан Люксембургам. Для скрепления договора Оттон 19 марта 1366 года женился на Катержине — второй дочери Карла IV, вдове герцога Рудольфа Австрийского. Брак этот был чисто политическим, и после свадебной церемонии Катержина осталась жить в Праге.
Оттон забросил управление и предпочитал проводить жизнь в удовольствиях. В 1367 году он продал Карлу IV Лужицкую марку, уже заложенную ранее Веттинам. Спустя год он потерял город Дойч-Кроне, который отошёл польскому королю Казимиру Великому. В итоге в 1371 году императору Карлу IV пришлось вмешаться в ситуацию в Бранденбурге. В 1373 году Оттон по Фюрстенвальдскому миру официально передал Бранденбургскую марку Люксембургам за 500 тысяч гульденов, однако за ним до конца жизни сохранялся голос при выборах императора.
После смещения Оттон вернулся в Баварию, где Стефан II признал его соправителем.